# Riserva Bianca
Riserva Bianca è il secondo comprensorio sciistico per importanza della provincia di Cuneo (Italia).
Il comprensorio si estende nel comune di Limone Piemonte fino a toccare il confine con la vicina Francia e comprende gli impianti di risalita di Limone Sole, Colle di Tenda-Quota 1400 e Limonetto.
Negli anni 2000 è stato oggetto di un'importante opera di ristrutturazione degli impianti di risalita, grazie anche ai contributi erogati per le Olimpiadi di Torino 2006.
Attualmente si contano circa 50 km di piste e 16 impianti di risalita, di cui 1 telecabina, 11 seggiovie 2 skilift e 3 tappeti.